# Coryssocnemis discolor
Coryssocnemis discolor là một loài nhện trong họ Pholcidae. Loài này được phát hiện ở Brasil.